# Pierre Cabanne
Pierre Cabanne (23 de septiembre de 1921, Carcasona - 24 de enero de 2007, Meudon ) fue un Historiador del arte francés. Es  recordado por sus extensas investigaciones y escritos sobre la historia del arte de los pintores Rembrandt, Edgar Degas, Van Gogh y Picasso . También escribió un libro sobre sus entrevistas con Marcel Duchamp .     
1. ↑  Bellet, Harry (29 de enero de 2007). «Pierre Cabanne». Le Monde (en francés). p. 25.
2. ↑  Shapiro, Michael Steven; Kemp, Louis Ward (1990). The Museum: A Reference Guide (en inglés). ABC-CLIO. p. 151. ISBN 978-0-313-23686-0.
3. ↑  Marcel Duchamp (en inglés). BRILL. 7 de diciembre de 2020. p. 15. ISBN 978-90-04-44927-5.
4. ↑  N.Y.), Metropolitan Museum of Art (New York (9 de octubre de 2014). Cubism: The Leonard A. Lauder Collection (en inglés). Metropolitan Museum of Art. p. 327. ISBN 978-0-300-20807-8.
5. ↑  Brettell, Richard R.; Tucker, Paul Hayes; Lee, Natalie Henderson; N.Y.), Metropolitan Museum of Art (New York (2009). Nineteenth- and Twentieth-century Paintings (en inglés). Metropolitan Museum of Art. p. 411. ISBN 978-1-58839-349-4.

- Datos: Q3384259